# Лепестковое печатающее устройство

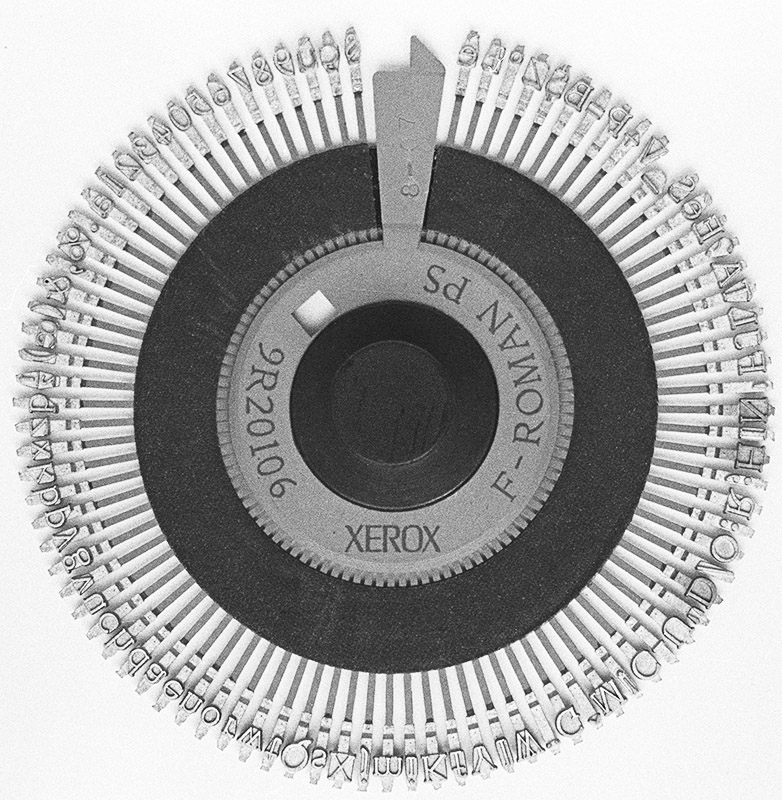
Металлическое колесо ромашки Daisy wheel printer корпорации Xerox

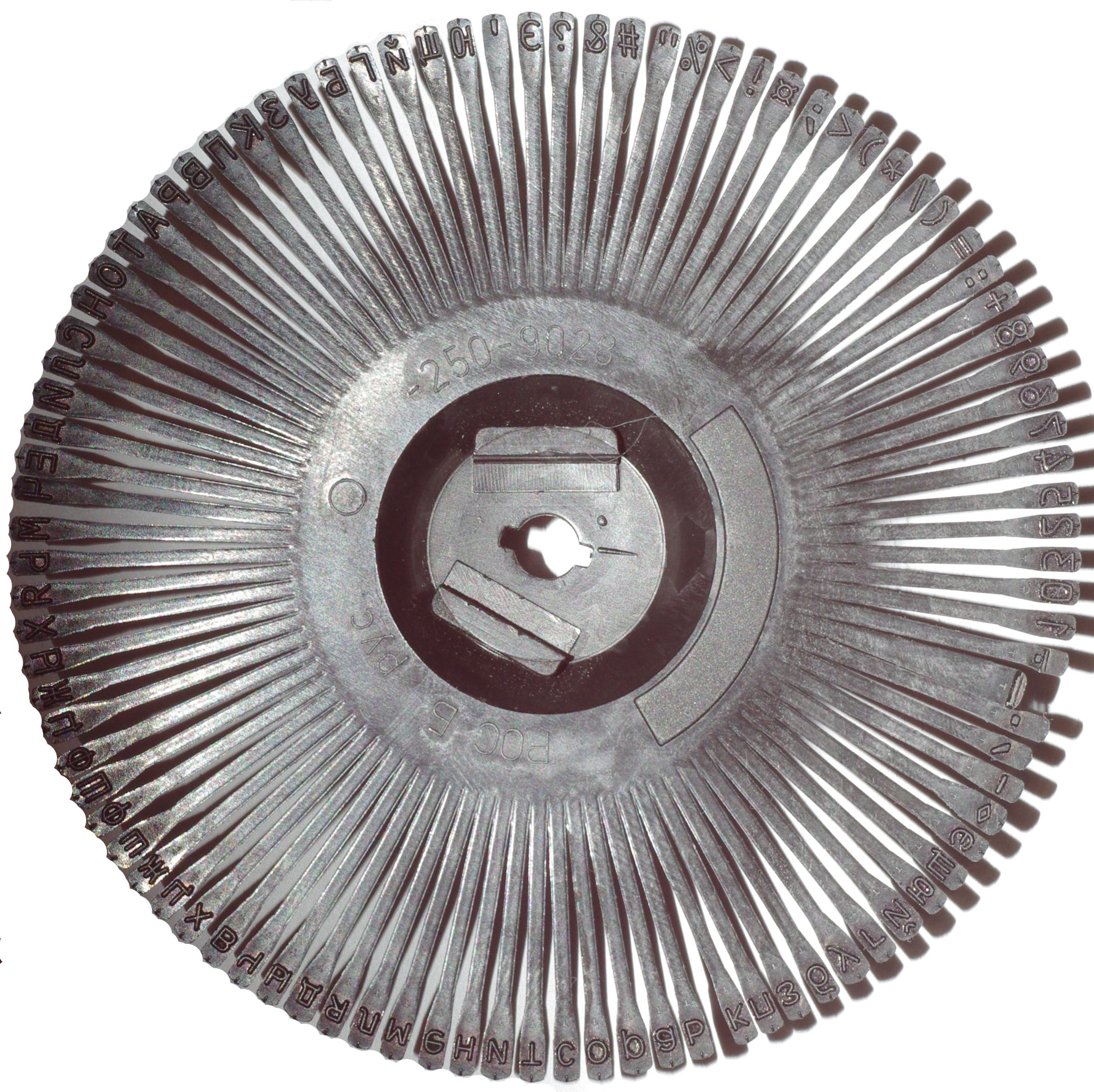
Лепестковое печатающее устройство с кириллическим набором символов

Лепестковое печатающее устройство (англ. Daisy wheel printer (DWP)) — печатающее устройство, использующее технологию ударной печати. Устройство было изобретено в 1969 году Дэвидом Ли из отделения Diablo Data Systems корпорации Xerox. DWP использует сменные предварительно сформированные типы элементов, каждый из которых обычно по 96 символов, для получения высококачественной продукции сопоставимой с качественными пишущими машинками, такими как IBM Selectric, но в два-три раза быстрее. DWP использовались в электронных пишущих машинках, текстовых процессорах и принтерах с 1972 года.
К 1980 году DWP стало доминирующей технологией для высококачественной печати. Матричная ударная печать или  термографические принтеры используются там, где высокая скорость не требуется, и низкое качество печати является приемлемым. Обе технологии были быстро заменены для большинства целей, учитывая, что штриховые принтеры, в частности  лазерные принтеры, могут печатать любые символы или графику, не ограничиваясь узким набором символов, что позволило выпускать продукцию сопоставимого качества. На технологиях DWP в настоящее время основываются только некоторые электронные пишущие машинки.
По принципу действия были гибридом барабанных принтеров и печатной машинки. Имели один набор букв, располагающийся на гибких лепестках пластмассового диска. Диск вращался, и специальный электромагнит прижимал нужный лепесток к красящей ленте и бумаге. Так как набор символов был один, требовалось перемещение печатающей головки вдоль строки, и скорость печати была заметно ниже, чем у барабанных принтеров. Заменив диск с символами, можно было получить другой шрифт, а, вставив ленту не чёрного цвета — получить «цветной» отпечаток. Для этого в наборе команд принтера могла присутствовать команда «пауза».c.71 Кроме ромашки, деталь с литерами могла иметь форму наперстка, (усеченного) шараc.53 или даже гусеничной цепи.